# Wortphilologie
Der Begriff Wortphilologie bezeichnet eine Forschungsmethode der Philologie, die im Gegensatz zur Sachphilologie den Erkenntnisgewinn allein durch die Analyse der Texte (Grammatik, Stilistik, Textkritik) ohne Zuhilfenahme anderer Disziplinen erreichen will. Diese Methode bildete sich insbesondere in der Klassischen Philologie heraus, die sich mit einem begrenzten Bestand an Texten befasst und bemüht ist, die ursprüngliche Textgestalt herzustellen.
Im 19. Jahrhundert entzündete sich im Zuge der einsetzenden Methodenreflexion der Geisteswissenschaften ein Methodenstreit zwischen Gottfried Hermann und August Boeckh, dem Herausgeber des Corpus Inscriptionum Graecarum. Boeckhs starke Einbeziehung der weiteren Altertumswissenschaften, besonders der Epigraphik, wurde von Hermann mit scharfen Rezensionen bedacht. Hermann selbst vertrat die Ansicht, dass durch übertriebenes Verlassen auf die Erkenntnisse anderer Disziplinen die wahre Erkenntnis der Philologie getrübt werde. Dieser Methodenstreit wirkte in Deutschland bis ins 20. Jahrhundert nach. Dennoch kam es zu keiner definitiven Bildung zweier Lager, und Feindschaften zwischen hauptsächlichen Vertretern der einen Methode mit denen der anderen kamen kaum vor.